# Вулиця Вечірня (Львів)
Вулиця Вечі́рня — вулиця у Залізничному районі міста Львова, у місцевості Скнилівок. Сполучає вулиці Кульпарківську та Садову.

## Історія
Вулиця утворилася на початку 1930-х роках в межах тоді ще підміського села Скнилівок і 1936 року була названа на честь польського громадського діяча, мецената, учасника Листопадового повстання 1830—1831 років, депутата Крайового сейму Галичини Альфреда Млоцького і ця назва зберігалася до 1950 року, коли вулиця отримала сучасну назву — Вечірня.

## Забудова
Вулиця Вечірня забудована одно- та двоповерховими приватними будинками як 1930-х років у стилі конструктивізму, так і сучасними.
Під № 18 розташована двоповерхова будівля початкової школи «Світанок» Львівської міської ради з поглибленим вивченням англійської мови (корпус № 2; старші класи).